# Йоганнес Вайсенфельд
Йоганнес Вайсенфельд (нім. Johannes Weißenfeld, нар. 19 серпня 1994) — німецький веслувальник, срібний призер Олімпійських ігор 2020 року, чемпіон світу та Європи.

## Виступи на Олімпіадах
| Олімпіада  | Дисципліна | Місце |
| ---------- | ---------- | ----- |
| Токіо 2020 | вісімки    | 2     |

## Зовнішні посилання
- Йоганнес Вайсенфельд [Архівовано 30 липня 2021 у Wayback Machine.] на сайті FISA.

1. 1 2  Johannes Weissenfeld
2. ↑  https://www.olympedia.org/athletes/143458
3. ↑  https://www.teamdeutschland.de/team/details/johannes-weissenfeld